# Предраг Манойлович
Пре́драг «Мікі» Мано́йлович (серб. Предраг Манојловић; *5 квітня 1950, Белград, Югославія) — югославський і сербський актор. Відомий насамперед завдяки ролям у фільмах Еміра Кустуріци «Тато у відрядженні» та «Підпілля» та фільмах Горана Паскалевича.

## Біографія
Народився в сім'ї акторів. Його матір'ю була югославська акторка Зорка Манойлович. Навчався в театральній академії після чого працював у театрі. Починав з гри в серіалах. Першою роботою була роль в серіалі «Списані» 1974 року. Після ролей у фільмах Кустуріци грав також у французьких та італійських стрічках.

## Сім'я
Донька Предрага Манойловича Царна у 1992 році разом з батьком знялась у фільмі Горана Паскалевича «Танго аргентино».

## Вибрана фільмографія
- 1974 — «Списані» / Отписани
- 1985 — «Тато у відрядженні» / Отац на службеном путу — Меша
- 1992 — «Ми не янголи» / Ми нисмо анђели
- 1995 — «Андеґраунд» / Подземље — Марко
- 1995 — «Чужа Америка»
- 1997 — «Артемізія»
- 1998 — «Чорна кішка, білий кіт (фільм)» / Црна мачка бели мачор — священик
- 1999 — «Кримінальні коханці» / Les Amants criminels — лісник
- 2007 — «Заповіт» / Завет —  Бос мафії
- 2007 — «Ірина Палм» / Irina Palm — Мікі
- 2007 — «Пастка» / Klopka — Коста Антич
- 2008 — «Біси Санкт-Петербурга» / Demoni di San Pietroburgo — Достоєвський Федір Михайлович
- 2008 — «Ларго Вінч: Початок» / Largo Winch — Неріо Вінч
- 2010 — «Цирк „Колумбія“» — Дивко
- 2011 — «Ларго Вінч: Заколот в Бірмі» / Largo Winch — Неріо Винч
- 2017 — «Шукайте жінку» / — Cherchez la femme — Даріус Ягмайян